# William John Macquorn Rankine
William John Macquorn Rankine, född 5 juli 1820 i Edinburgh, död 24 december 1872 i Glasgow, var en skotsk ingenjör och fysiker.
Rankine utnämndes 1855 till stadsingenjör i Glasgow, men utövade även ett omfattande författarskap. Han lämnade nästan varje vecka fysikaliska uppsatser till tekniska tidskrifter samt utarbetade ingenjörshandböcker, vilka utkom i många upplagor och ännu långt efter hans död ägde ett högt anseende, särskilt i Storbritannien och USA. Redan 1853 hade han utgett Researches on the Mecanical Action of Heat, genom vilken han skaffade sig ett aktat namn som fysiker och banbrytare inom den matematiska fysikens och särskilt den mekaniska värmeteorins område. Han visade stort intresse för det frivilliga skytteväsendet och var även verksam som författare och kompositör av humoristiska och patriotiska sånger. Han invaldes som utländsk ledamot av svenska Vetenskapsakademien 1868.